# Fifth (álbum de Soft Machine)
Fifth es el quinto álbum de estudio de la banda inglesa de jazz rock y rock progresivo Soft Machine.

## Historia
En agosto de 1971 el baterista y miembro fundador Robert Wyatt dejó el grupo, comenzando así un período de transición en el que salieron dos músicos y entraron otros dos en menos de un año. El primer reemplazo de Wyatt fue el australiano Phil Howard por sugerencia de Elton Dean. Ambos habían tocado juntos con Keith Tippett y en el álbum solista de Dean.
Esta formación (Mike Ratledge-Hugh Hopper-Dean-Howard) grabó dos conciertos en Alemania entre octubre y noviembre de ese año. Estas grabaciones saldrían más de 30 años después bajo el título Drop. En estas actuaciones se muestra como ya la mayoría del álbum estaba compuesto, y se había eliminado del repertorio cualquier pieza de Fourth.
En diciembre tras grabar el lado A de Fifth, Howard es despedido por Hopper y Ratledge por su estilo free jazz de tocar, y es reemplazado por John Marshall. Dean quedó resentido con ambos por no consultarle para esa decisión, esta sería de las razones principales por las que dejaría la banda.
John Marshall fue el primero de varios exintegrantes de Nucleus en unirse a Soft Machine. Con él terminaron el lado B, teniendo que grabar algunos temas de nuevo. Esto retrasó aún más el lanzamiento del LP (cuando antes tomaban unos ocho meses por álbum, la distancia entre Fourth y Fifth fue más de un año).
Sumado a la inestabilidad en el grupo, los principales líderes y compositores Hopper y Ratledge no estaban tan inspirados como antes. Este último llegó a considerarlo un "increíble fracaso" en 1976. Fue el primer disco de Soft Machine en tener críticas mixtas.
Fifth puede dividirse en
- Tres temas compuestos: "Drop", "All White" y "Pigling Bland" (los últimos dos ya presentados con Wyatt)
- Dos temas mayormente improvisados: "M.C" y "As If"
- Un solo de batería ("L B O") y una variación en la intro de All White: "Bone"

Todo en un estilo más minimalista à la Miles Davis, similar al del mencionado álbum debut de Elton Dean.
En mayo de 1972 tras grabar el directo Live In Paris, Dean finalmente abandonó el grupo. Su reemplazo fue Karl Jenkins (otro ex-Nucleus) que se convertiría rápidamente en el compositor principal de Soft Machine.

## Lista de canciones
1. "All White" (Mike Ratledge) – 6:06
2. "Drop" (Ratledge) – 7:42
3. "M C" (Hugh Hopper) – 4:57
4. "As If" (Ratledge) – 8:02
5. "L B O" (John Marshall) – 1:54
6. "Pigling Bland" (Ratledge) – 4:24
7. "Bone" (Elton Dean) – 3:29

### Pistas adicionales en la reedición de 2007
1. "All White" (toma 2) - 7:14

## Personal
- Elton Dean – Saxofón alto, Saxello, piano eléctrico Fender Rhodes (2)
- Hugh Hopper – bajo
- Mike Ratledge – órgano Lowrey, piano eléctrico Fender Rhodes
- Phil Howard – batería (1-3)
- John Marshall – batería (4-6)

Addicional
- Roy Babbington – contrabajo (4)